# Sint-Jorisgilde (Zesgehuchten)
Het Sint-Jorisgilde is een schuttersgilde te Zesgehuchten in de Nederlandse gemeente Geldrop-Mierlo.
Dit gilde is opgericht in 1408. Zesgehuchten behoorde toen bestuurlijk bij de Heerlijkheid Heeze, Leende en Zesgehuchten. De parochiekerk van Zesgehuchten was echter de Geldropse Maria- en Brigidakerk. De bewoners wilden daarin een eigen altaar, dat toegewijd was aan Sint-Joris. Traditiegetrouw werd de stichting van een altaar verbonden met een schuttersgilde dat het altaar moest beschermen, de openbare orde moest handhaven, en zelfs een militaire functie kon vervullen als er ongeregelde troepen in de buurt waren.
Documenten uit de begintijd van het gilde zijn verdwenen, maar in 1628 was er al sprake van een bestaand reglement dat een zekere ouderdom bezat.
De oudste voorwerpen die het gilde bezit stammen uit 1612, toen het Twaalfjarig Bestand nog geldig was. Het betreft een zilveren koningsvogel en een trom.